# Сікст V
Сікст V (лат. Sixtus PP. V, Феліче Перетті ді Монтальто, італ. Felice Peretti di Montalto, 13 грудня 1521 — 27 серпня 1590) — 227-ий папа римський, понтифікат якого тривав з 24 квітня 1585 по 27 серпня 1590.

## Походження
Феліче Перетті був сином хорватського селянина, що втік від турків із своєї батьківщини до Італії. Походив із бідної сім'ї і часто розповідав, як доглядав за свинями.

## Клерикальна кар'єра
У 1534 році поступив він новіціатом у францисканців де був монахом його дядько. У 1540 році вивчає філософію в Феррарі і незабаром, у 1543 році, теологію в Болоньї. Потім навчався у Ріміні та Сієна і 26 липня 1548 року завершує навчання у Фермо магістром теології.
Починає викладати у 1548 році при ордені францисканців спочатку в Сієні а потім у Мачерата. Як добрий проповідник у 1552 році викликаний до Риму. За рік посланий керувати капітулою францисканців у Неаполь. 16 липня 1560-ого його послали як інквізитора у Венецію. Бере участь у Тридентському соборі.
15 листопада 1566 року назначений єпископом у Беневенто. 17 травня 1570 папа Пій V призначає його кардиналом і у 1571 він стає єпископом у Фермо.

## Понтифікат
Конклав вибрав Феліче Перетті ді Монтальто папою 24 квітня 1585 року. Він обрав собі ім'я Сікст V (пам'ять про папу-францисканця Сікста IV). Його понтифікат відзначається активною боротьбою з бандитизмом на дорогах Риму та піратством, що перешкоджали підвозу до міста продуктів. Трупи бандитів виставлялися на показ на мостах у Римі. У своїй буллі Effraenatam Perditissimorum засуджує гомосексуалів, аборти, подружню невірність, інцест та інші нечесноти.
У фінансах церкви вживає ряд заходів для стабілізації ситуації і значно її покращує зібравши значну казну в Замку святого Ангела. Наприкінці свого понтифікату вважався найбагатшим керівником держави у Європі.
Реорганізував Римську Курію написавши її конституцію Immensa Aeterni Dei та перетворив її членів у звичайних службовців зафіксувавши їх числом 70.
 Займався розбудовою Риму — розчистивши його вулиці та встановивши повалені раніше обеліски що були привезені з Єгипту.